# Dora Baret
Dora Baret (ur. 7 lipca 1940 w Buenos Aires) – argentyńska aktorka.
Dora Baret swój debiut aktorski miała w 1958 roku rolą Cita con la vida, Una. Sławę jej przyniosły role w telenowelach: Celeste z 1991, gdzie wcieliła się w postać Teresy Visconti, Celeste, siempre Celeste z 1993 oraz Amor latino z 2000.